# Bethlen Imre
bethleni gróf Bethlen Imre (? – 1834) császári és királyi kamarás.

## Élete
Gróf Bethlen Sándor és gróf Bethlen Zsuzsa fia, Küküllő, majd Alsó-Fehér vármegye főispánja, szent István-rend kiskeresztese s belső titkos tanácsos; Bethlenszentmiklóson élt.

## Munkái
- A posta-tzúg, vagy a nemes uralkodó indulatok, vígjáték 2 felvonásban Ayrenhof után szabadon fordította Marosvásárhely, 1793.
- Második Rákótzi György ideje. Nagyenyed, 1829. Online hozzáférés
- A szép Abellina avagy a bölts öreg. Egy érzékeny játék 5 felvonásban. Előadták Marosvásárhelyen, 1804. szept. 14-én. A kéziratot a szerző az Aranka György-féle nyelvművelő társaságnak ajánlotta fel.